# Caloptilia blandella
Caloptilia blandella är en fjärilsart som först beskrevs av James Brackenridge Clemens 1864.  Caloptilia blandella ingår i släktet Caloptilia och familjen styltmalar. Inga underarter finns listade i Catalogue of Life.